# 凝缩层
凝缩层（condensed section）又称密集段、浓缩层、缓慢沉积段，是海侵最大时期在大陆棚、大陆坡和大洋盆地沉积形成的的半深海和深海沉積物。這時海域最廣最深，陸源物資最遠，故沉積速率最低，厚度很薄，碎屑顆粒也最細。因缺乏陆源物质，故所含有机质，古生物相對較高。由岩石露頭，岩芯及測井曲綫
.
均可認出，在地震剖面上亦可由最高上超點及其反射面認出。